# Non-Linear Systems
Non-Linear Systems és una empresa estatunidenca fabricant de productes electrònics amb seu a San Diego, Califòrnia. L'empresa va ser fundada el 1952, per Andrew Kay, l'inventor del voltímetre digital. Més tard, la companyia va desenvolupar voltímetres digitals en miniatura i comptadors de freqüència. Durant la dècada del 1980, NLS va crear l'empresa Kaypro, que va desenvolupar el popular ordinador portàtil Kaypro II.
Des de l'any 1992, NLS és una subsidiària de Linear Measurements, Inc..